# Bandidus dispersus
Bandidus dispersus is een insect uit de familie van de mierenleeuwen (Myrmeleontidae), die tot de orde netvleugeligen (Neuroptera) behoort. 
Bandidus dispersus is voor het eerst wetenschappelijk beschreven door Banks in 1910.